# Salm-Kyrburg
Salm-Kyrburg là một nhà nước của Đế chế La Mã Thần thánh nằm ở Rheinland-Pfalz, Cộng hòa Liên bang Đức ngày nay, một trong những khu vực phân chia khác nhau của Salm. Nó được thành lập hai lần: lần đầu tiên với tư cách là một bá quốc (được phân chia từ Thượng Salm), và lần thứ hai như là một thân vương quốc (kế thừa Thân vương quốc Salm-Leuze trước đó). Nhà nước đầu tiên Salm-Kyrburg được phân chia giữa chính nó, Salm-Mörchingen và Salm-Tronecken vào năm 1607, và được Salm-Neuweiler kế thừa vào năm 1681 sau khi hai dòng này bị tuyệt tự.
Năm 1742, Salm-Kyrburg được nâng lên thành thân vương quốc; nó đã chia sẻ phiếu bầu của mình trong Đại hội đế chế với Salm-Salm. Salm-Kyrburg bị Đệ Nhất Cộng hòa Pháp sáp nhập vào năm 1798; điều này đã được Đế chế La Mã Thần thánh công nhận trong Hiệp ước Lunéville năm 1801. Như một sự đền bù, các thân vương đã được cấp những lãnh thổ mới trước đây thuộc về Giáo phận vương quyền Münster vào năm 1802, nơi thành lập Thân vương quốc Salm mới thành lập.
Tước hiệu đầy đủ được các Thân vương sử dụng là "Thân vương xứ Salm-Kyrburg, Thân vương có chủ quyền xứ Ahaus, Bocholt và Gemen, Wildgrave xứ Dhaun và Kyrburg, Rhinegrave của Stein".
Thân vương cuối cùng là Frederick VI, kết hôn với Louisa le Grand, con cháu của họ được phong làm Nam tước xứ Rennenberg bởi Hoàng đế Wilhelm II vào năm 1917, nhưng được coi là không đủ điều kiện để kế thừa tước hiệu Thân vương xứ Salm-Kyburg. Với cái chết của ông vào năm 1905, gia tộc Salm-Kyburg bị tuyệt tự.